# Схевенингенский вариант
Схевенингенский вариант — система, возникающая в сицилианской защите после ходов: 

1. e2-e4 c7-c5 
 2. Kg1-f3 e7-e6 (или d7-d6) 
 3. d2-d4 c5:d4 
 4. Kf3:d4 Kg8-f6 
 5. Kb1-c3 d7-d6 (e7-e6).
Относится к полуоткрытым началам. Вариант характеризуется стеснённой, но в то же время прочной и перспективной позицией черных. Гибкая пешечная структура позволяет им удачно сдерживать активность белых фигур и готовить освобождающие продвижения в центре (e6-e5 или d6-d5) или на ферзевом фланге а7-а6 и b7-b5.
Эту систему анализировали и применяли в турнирной практике такие крупные шахматисты, как Л. Паульсен, Мароци, Ботвинник, Геллер, Ларсен, Портиш, Спасский, Корчной, Каспаров.

## История возникновения
Своё название вариант получил от голландского города Схевенинген. Считалось, что впервые вариант встретился в турнирной практике на международном турнире в Схевенингене в 1923 году в партии Мароци — Эйве. В течение последующих десяти лет он стал популярной системой защиты за черных в ответ на 1. e2-e4. Позднее было обнаружено, что данный вариант встречался в партии Чигорин — Паульсен, сыгранной в Берлине ещё в 1881 году, где белые стратегически переиграли партнёра в самом известном теперь классическом разветвлении схевенингенского варианта. Несмотря на это, за вариантом закрепилось его первоначальное название.

## Трактовки
Актуальны три трактовки варианта, каждая из которых имеет свои плюсы и минусы:
- 1.e4 c5 2.Kf3 d6 3.d4 cd 4.Kd4 Kf6 5.Kc3 e6 — «Чистый схевенинген»
- 1.e4 c5 2.Kf3 d6 3.d4 cd 4.Kd4 Kf6 5.Kc3 a6 6.Ce2 e6 — «Через Найдорф»
- 1.e4 c5 2.Kf3 e6 3.d4 cd 4.Kd4 Kc6 5.Kc3 d6 — «Через Паульсен»

## Варианты
- 6. Cf1-e2 — Классический вариант
- 6. g2-g4 — Атака Кереса
- 6. g2-g3
- 6. f2-f4
- 6. Cc1-e3 —  Английская атака